# Maccabi Tel Aviv B.C. 2022-2023
Questa voce raccoglie le informazioni riguardanti il Maccabi Tel Aviv B.C. nelle competizioni ufficiali della stagione 2022-2023.

## Stagione
La stagione 2022-2023 del Maccabi Tel Aviv B.C. è la 69ª nel massimo campionato israeliano di pallacanestro, la Ligat ha'Al.

## Roster
Aggiornato al 30 luglio 2022
| Maccabi Playtika Tel Aviv 2022-23 | Maccabi Playtika Tel Aviv 2022-23 |
| Giocatori                         | Staff tecnico                     |
| --------------------------------- | --------------------------------- |

| N. | Naz.                                               | Ruolo | Nome                  | Anno | Alt.   | Peso   |  |
| -- | -------------------------------------------------- | ----- | --------------------- | ---- | ------ | ------ |  |
| 3  | Stati Uniti (bandiera)                             | PG    | Jalen Adams           | 1995 | 190 cm | 86 kg  |  |
| 4  | Stati Uniti (bandiera) · Spagna (bandiera)         | P     | Lorenzo Brown         | 1990 | 196 cm | 86 kg  |  |
| 5  | Stati Uniti (bandiera)                             | P     | Wade Baldwin          | 1996 | 193 cm | 91 kg  |  |
| 6  | Stati Uniti (bandiera)                             | AG    | Jarell Martin         | 1994 | 208 cm | 108 kg |  |
| 8  | Israele (bandiera)                                 | AP    | Rafi Menco            | 1994 | 200 cm | 100 kg |  |
| 9  | Israele (bandiera)                                 | C     | Roman Sorkin          | 1996 | 208 cm | 104 kg |  |
| 10 | Israele (bandiera)                                 | A     | Guy Pnini             | 1983 | 201 cm | 95 kg  |  |
| 12 | Stati Uniti (bandiera) · Israele (bandiera)        | PG    | John DiBartolomeo (C) | 1991 | 183 cm | 79 kg  |  |
| 13 | Stati Uniti (bandiera)                             | GA    | Darrun Hilliard       | 1993 | 198 cm | 100 kg |  |
| 15 | Stati Uniti (bandiera) · Israele (bandiera)        | AC    | Jake Cohen            | 1990 | 210 cm | 107 kg |  |
| 17 | Nigeria (bandiera)                                 | AG    | Suleiman Braimoh      | 1989 | 203 cm | 104 kg |  |
| 18 | Israele (bandiera)                                 | G     | Tomer Agmon           | 2004 | 192 cm | 90 kg  |  |
| 20 | Stati Uniti (bandiera)                             | G     | Austin Hollins        | 1991 | 193 cm | 86 kg  |  |
| 22 | Stati Uniti (bandiera) · Costa d'Avorio (bandiera) | AC    | Alex Poythress        | 1993 | 206 cm | 107 kg |  |
| 32 | Stati Uniti (bandiera)                             | C     | Josh Nebo             | 1997 | 206 cm | 111 kg |  |
| 33 | Israele (bandiera)                                 | P     | Iftah Ziv             | 1995 | 191 cm | 86 kg  |  |
| 50 | Stati Uniti (bandiera)                             | A     | Bonzie Colson         | 1996 | 198 cm | 102 kg |  |

| Allenatore |
| - Oded Kattash                                                                                                 |
| Assistente/i                                                                                                   |
| - Josep Maria Berrocal - Noam Levi - Doron Perkins Legenda - (C) Capitano - (IN) Inattivo - Infortunato Roster |

## Mercato

### Sessione estiva
| Acquisti | Acquisti        | Acquisti             | Acquisti      | Acquisti |
| R.       | Nome            | da                   | Modalità      |          |
| -------- | --------------- | -------------------- | ------------- | -------- |
| P        | Wade Baldwin    | Saski Baskonia       | svincolato    |          |
| P        | Lorenzo Brown   | UNICS Kazan'         | svincolato    |          |
| PG       | Max Heidegger   | EWE Oldenburg        | fine prestito |          |
| G        | Eidan Alber     | Hapoel Be'er Sheva   | fine prestito |          |
| G        | Austin Hollins  | Stella Rossa         | svincolato    |          |
| G        | Dori Sahar      | Bnei Herzliya        | fine prestito |          |
| G        | Kameron Taylor  | Strasburgo           | fine prestito |          |
| GA       | Darrun Hilliard | Bayern Monaco        | svincolato    |          |
| AP       | Rafi Menco      | Hapoel Holon         | svincolato    |          |
| A        | Bonzie Colson   | Karşıyaka            | svincolato    |          |
| A        | Guy Pnini       | Hapoel Holon         | svincolato    |          |
| AG       | Jarell Martin   | Sydney Kings         | svincolato    |          |
| AC       | Alex Poythress  | Zenit S. Pietroburgo | svincolato    |          |
| C        | Yonathan Atias  | Ironi Nahariya       | fine prestito |          |
| C        | Josh Nebo       | Žalgiris Kaunas      | svincolato    |          |

| Cessioni | Cessioni         | Cessioni             | Cessioni          | Cessioni |
| R.       | Nome             | a                    | Modalità          |          |
| -------- | ---------------- | -------------------- | ----------------- | -------- |
| P        | Oded Brandwein   | Bnei Herzliya        | fine contratto    |          |
| P        | Keenan Evans     | Žalgiris Kaunas      | fine contratto    |          |
| P        | Scottie Wilbekin | Fenerbahçe           | rescissione       |          |
| PG       | Max Heidegger    | Merkezefendi Denizli | rescissione       |          |
| G        | Eidan Alber      | M.I. Ramat Gan       | fine contratto    |          |
| G        | Dori Sahar       | Bnei Herzliya        | riscatto prestito |          |
| G        | Kameron Taylor   | Girona               | fine contratto    |          |
| G        | Khyri Thomas     | Tofaş Bursa          | fine contratto    |          |
| GA       | Sandy Cohen      | Bnei Herzliya        | riscatto prestito |          |
| AP       | James Nunnally   | Partizan             | fine contratto    |          |
| A        | Oz Blayzer       | H. Gerusalemme       | fine contratto    |          |
| A        | Angelo Caloiaro  | Galatasaray          | fine contratto    |          |
| AG       | Derrick Williams | Panathīnaïkos        | fine contratto    |          |
| C        | Yonathan Atias   |                      | fine contratto    |          |
| C        | Jalen Reynolds   | UNICS Kazan'         | rescissione       |          |
| C        | Ante Žižić       | Anadolu Efes         | fine contratto    |          |

### Dopo l'inizio della stagione
| Acquisti | Acquisti         | Acquisti    | Acquisti        | Acquisti   |
| R.       | Nome             | da          | Data            | Modalità   |
| -------- | ---------------- | ----------- | --------------- | ---------- |
| P        | Jalen Adams      | Free agent  | 16 ottobre 2022 | svincolato |
| AG       | Suleiman Braimoh | Tofaş Bursa | 19 gennaio 2023 | svincolato |

| Cessioni | Cessioni | Cessioni | Cessioni | Cessioni |
| R.       | Nome     | a        | Data     | Modalità |
| -------- | -------- | -------- | -------- | -------- |